# Лаписов, Арсений Святославович
Арсений Святославович Лаписов (5 октября 1929, Москва — 20 мая 2007, там же) — советский и российский музыкант, музыкальный редактор киностудии «Мосфильм».

## Биография
Родился в 1929 году в Москве в семье Святослава Кнушевицкого. С 1937 учился в общеобразовательной школе, одновременно с 1939 — в музыкальной школе.
В начале войны вместе с матерью был эвакуирован в Алма-Ату, где работал в колхозе и на заводе по производству консервов.
После возвращения в 1943 году в Москву продолжил учебу в общеобразовательной и музыкальной школах. С 1947 по 1952 — учащийся Государственного музыкально-педагогического училища им. Гнесиных по классу виолончели. С 1952 — студент Горьковской государственной консерватории, одновременно с 7 ноября того же года — артист музыкального ансамбля кинотеатра «Палас».
Ушёл из ансамбля после того, как «переиграл» руку. Три десятилетия работал на «Мосфильме» музыкальном редактором, имя Арсения Лаписова значится в титрах таких фильмов, как «Табор уходит в небо», «Ирония судьбы, или С лёгким паром!», «Покровские ворота», «Холодное лето пятьдесят третьего…», «31 июня», «Мэри Поппинс, до свидания», «Женщина, которая поёт», «Пришла и говорю», «Спортлото-82», «Опасно для жизни!», «Самая обаятельная и привлекательная» и других. Среди режиссёров, работавших с Лаписовым — Эльдар Рязанов, Михаил Козаков, Георгий Данелия, Александр Прошкин, Евгений Гинзбург, Леонид Квинихидзе.
Последние годы тяжело болел. Умер из-за ненадлежащей помощи врачей 20 мая 2007 года в московской 67-й больнице. Похоронен на Востряковском кладбище.

## Семья
- Отец — Святослав Кнушевицкий — выдающийся советский музыкант, профессор Московской консерватории;
- Мать — Лаписова Елена Павловна — врач;
- Брат — Игорь Святославович Кнушевицкий (28 ноября 1932 — 16 июля 2016), виолончелист.
- Сестра — Мария Святославовна Кнушевицкая (р. 1933), актриса Московского академического театра им. Моссовета.
- Жена — Майя Зиновьевна Лаписова[1] (1 мая 1923—19 мая 2008) - советская и российская поэтесса, автор множества популярных песен 1980-х.  похоронена рядом с мужем.
- Сын — Михаил Арсеньевич Лаписов (28.01.1961 — 09.05.2008 г.) — вет.врач;
- Дочь — Ольга Арсентьевна Суворова (Лаписова) (03.10.1958 — 04.09.2012), пианистка, общественный и музыкальный деятель[3].
- Внук — Сергей Суворов (р. 1984), виолончелист [4].